# Siem Pang
Siem Pang là một huyện thuộc tỉnh Stung Treng, đông bắc Campuchia. Theo thống kê năm 1998, dân số toàn huyện là 13,517.